# İsmail Kahraman
İsmail Kahraman (nascut el 7 de desembre de 1940) és un polític turc del Partit de la Justícia i el Desenvolupament (AKP), que ha estat President de la Gran Assemblea Nacional de Turquia entre 2015 i 2018. Fou elegit diputat per la circumscripció d'Istanbul l'1 de novembre de 2015, i anteriorment fou també diputat per Istanbul entre 1995 i 2002. També ha ocupat el càrrec de ministre de Cultura (1996-1997) al govern de Necmettin Erbakan com a membre de l'islamista Refah Partisi.

## Primers anys i carrera professional
İsmail Kahraman va néixer a Rize el 1940 i es va graduar de la Universitat d'Istanbul Facultat de Dret. Durant la seva joventut, fou el president de la Comunitat de Estudiants i de la Unió Nacional d'Estudiants de Turquia. Va ser membre fundador i president de la Junta de Síndics de la Fundació Unitat i la Fundació voluntària de Turquia. En el sector privat, va treballar com a President del Consell d'Administració de nombroses empreses i es va convertir en sotssecretari del ministeri de Treball. Va ser un dels membres fundadors de la Fundació per al Desenvolupament de la Universitat Recep Tayyip Erdoğan i segueix sent president de la Junta de Síndics.

## Carrera política

### Ministre de Cultura
İsmail Kahraman fou elegit per primer cop diputat a la Gran Assemblea per la circumscripció d'İstanbul a les eleccions legislatives turques de 1995 com a membre del Refah Partisi. El líder del Refah Partisi, Necmettin Erbakan va formar un govern de coalició amb el Partit de la Recta Via el juny del 1996, i Kahraman esdevingué ministre de Cultura. El govern va caure el juny del 1997, després del memoràndum militar del 28 de febrer. Fou reelegit com a diputat a les eleccions legislatives turques de 1999, aquest cop formant part del successor de l'RP, el Fazilet Partisi (FP), però va perdre el seu escó a les eleccions legislatives turques de 2002.

### President de la Gran Assemblea Nacional
Kahraman va retornar a la política i va ser elegit diputat per la circumscripció d'Istanbul, aquest cop a les files del Partit de la Justícia i el Desenvolupament (AKP) a les eleccions generals del novembre del 2015. Posteriorment va ser proposat per l'AKP com a president de la TBMM. A la tercera ronda de votacions va obtenir 316 votes i es convertí en el 27è president de la Gran Assemblea Nacional. Va estar en el càrrec fins al 7 de juliol de 2018, quan fou rellevat per Durmuş Yılmaz.

## Visió de la dona
El 13 de febrer de 2015, Kahraman va assistir a un dia de graduació una escola de noies a Rize. En el seu discurs, va argumentar que els estudiants han d'evitar seguir la moda, en lloc de ser fidels i devotes. Va sostenir que les estudiants han de seguir l'exemple de la mare del president Recep Tayyip Erdoğan, Tenzile Erdoğan.

## Idees polítiques
El 25 d'abril de 2016, Kahraman va dir en una conferència d'erudits islàmics i escriptors a Istanbul que "el secularisme no tindria un lloc en una nova constitució", ja que Turquia era "un país musulmà i, per tant, ha de tenir una constitució religiosa". No obstant això, l'endemà Kahraman es va apartar del seu discurs, dient que havia "expressat les seves opinions personals sobre la nova constitució" i posant l'accent en la necessitat de proporcionar una "clara definició de la laïcitat" en la nova constitució.

## Vida personal
Kahraman parla anglès, està casat i té quatre fills.